# Örbyhus
Örbyhus is een plaats in de gemeente Tierp in het landschap Uppland en de provincie Uppsala län in Zweden. De plaats heeft 1905 inwoners (2005) en een oppervlakte van 159 hectare.

## Verkeer en vervoer
Bij de plaats loopt de Länsväg 292.
De plaats heeft een station aan de spoorlijn Stockholm - Sundsvall.

## Geboren
- Gustaf Horn (1592-1657), militair en politicus